# Marina 106
Marina 106 es un rascacielos que se encuentra en construcción en la ciudad de Dubái, Emiratos Árabes Unidos. Su construcción se inició en el 2009 pero en el 2010 se detuvo por la crisis económica. A principios de 2014 se reinició la construcción, con una subida de la altura de unos 10 metros más y con una cambio en el diseño del rascacielos. Posteriormente, las obras volvieron a ser detenidas. Cuando se finalice, tendrá 445 metros de altura y 104 pisos.

## Detalles
Marina 106 no sólo puede considerarse un desarrollo superalto, sino también superdelgado. A pesar de su altura, El edificio tiene un diseño relativamente simple, minimalista de una estructura con poca ornamentación externa, cualidad que también se extiende a la extensión de su podio y torre. Los parteluces a lo largo de la fachada del edificio brindan un aspecto relevante a la mitad inferior de la torre, lo que hace minimizar la percepción de su altura. 
Una única tira ininterrumpida de led recorre el centro del edificio por dos lados antes de abrirse en una abertura circular en la parte superior del edificio que sirve como estructura de corona. Debajo del vacío en la parte superior del edificio, los pisos ocupables más altos están dedicados a dos piscinas privadas reservadas para los residentes de las exclusivas villas en el cielo de la torre.
Toda estas característcisa sobrias de su fachada y torre lo distingue de los otros desarrollos de la ciudad, logrando alcanzar una visual atractiva y simple.